# 高山头蕊兰
高山头蕊兰（学名：Cephalanthera alpicola）为兰科头蕊兰属下的一个种。

## 扩展阅读
維基物種上的相關：高山头蕊兰